# 500 miles d'Indianapolis 1973

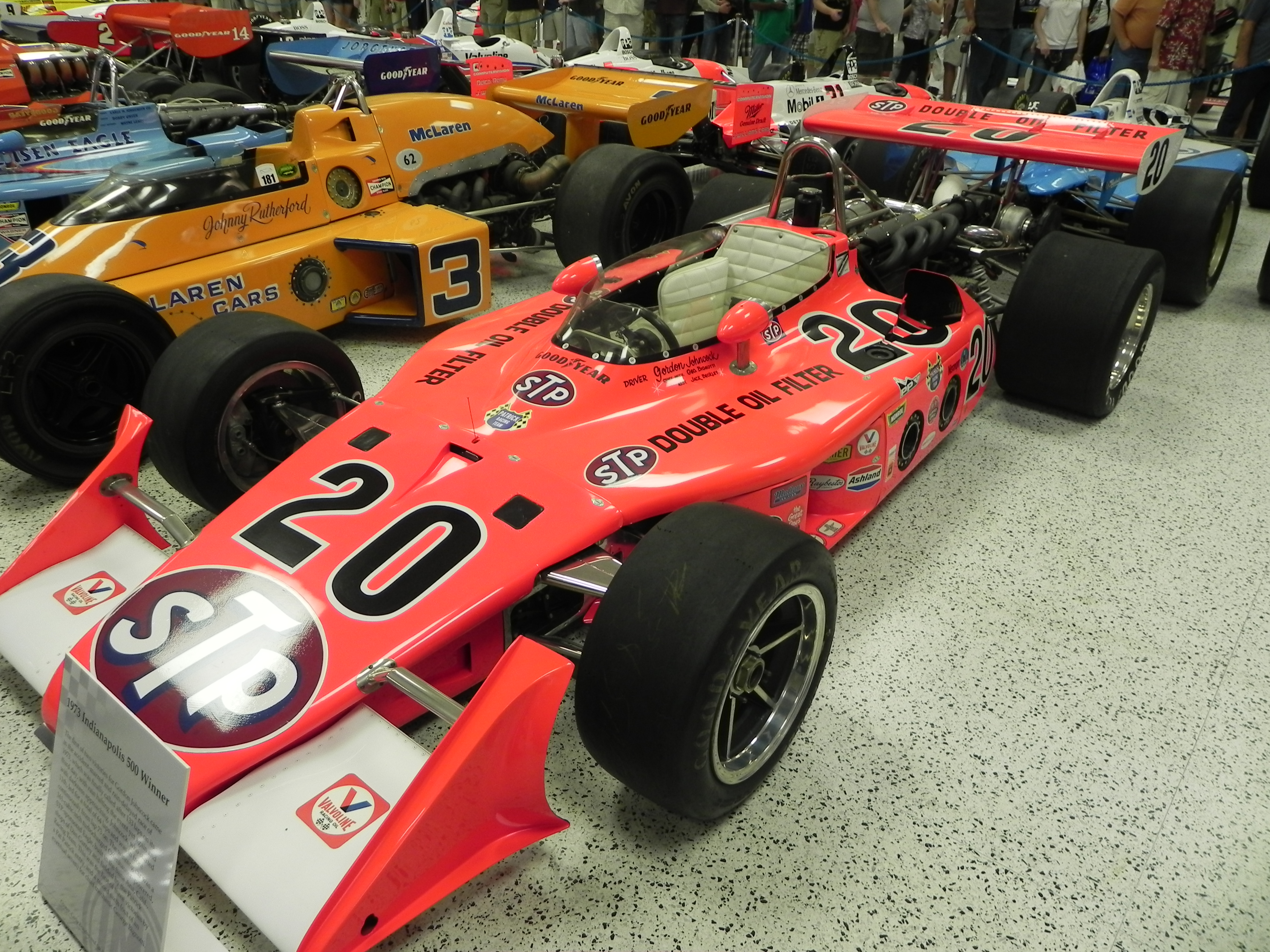
L'Eagle-Offenhauser de Gordon Johncock, victorieuse de l'édition 1973 des 500 miles d'Indianapolis.

Les 500 miles d'Indianapolis 1973, disputés sur l'Indianapolis Motor Speedway le mercredi 30 mai 1973, ont été remportés par le pilote américain Gordon Johncock sur une Eagle-Offenhauser.

## Grille de départ
| Ligne | Intérieur         | Milieu            | Extérieur       |
| 1     | Johnny Rutherford | Bobby Unser       | Mark Donohue    |
| 2     | Swede Savage      | Gary Bettenhausen | Mario Andretti  |
| 3     | Steve Krisiloff   | Al Unser          | Jimmy Caruthers |
| 4     | Peter Revson      | Gordon Johncock   | Bobby Allison   |
| 5     | Graham McRae      | Roger McCluskey   | Lloyd Ruby      |
| 6     | Bill Vukovich II  | Salt Walther      | Jerry Grant     |
| 7     | Mel Kenyon        | Wally Dallenbach  | Mike Mosley     |
| 8     | David Hobbs       | A. J. Foyt        | John Martin     |
| 9     | Lee Kunzman       | Mike Hiss         | Dick Simon      |
| 10    | Jerry Karl        | Joe Leonard       | George Snider   |
| 11    | Bob Harkey        | Sammy Sessions    | Jim McElreath   |

La pole a été réalisée par Johnny Rutherford à la moyenne de 319,315 km/h. Il s'agit également du meilleur temps des qualifications.

## Classement final
| no | Pilote            | Voiture              | Tours | Temps/Abandon     |
| 1  | Gordon Johncock   | Eagle-Offenhauser    | 133   |                   |
| 2  | Bill Vukovich II  | Eagle-Offenhauser    | 133   |                   |
| 3  | Roger McCluskey   | McLaren-Offenhauser  | 131   |                   |
| 4  | Mel Kenyon        | Eagle-Foyt           | 131   |                   |
| 5  | Gary Bettenhausen | McLaren-Offenhauser  | 130   |                   |
| 6  | Steve Krisiloff   | Kingfish-Offenhauser | 129   |                   |
| 7  | Lee Kunzman       | Eagle-Offenhauser    | 127   |                   |
| 8  | John Martin       | McLaren-Offenhauser  | 124   |                   |
| 9  | Johnny Rutherford | McLaren-Offenhauser  | 124   |                   |
| 10 | Mike Mosley       | Eagle-Offenhauser    | 120   | mécanique         |
| 11 | David Hobbs       | Eagle-Offenhauser    | 107   |                   |
| 12 | George Snider     | Coyote-Foyt          | 101   | boite de vitesses |
| 13 | Bobby Unser       | Eagle-Offenhauser    | 100   | moteur            |
| 14 | Dick Simon        | Eagle-Foyt           | 100   | moteur            |
| 15 | Mark Donohue      | Eagle-Offenhauser    | 92    | moteur            |
| 16 | Graham McRae (R)  | Eagle-Offenhauser    | 91    | mécanique         |
| 17 | Mike Hiss         | Eagle-Offenhauser    | 91    | mécanique         |
| 18 | Joe Leonard       | Parnelli-Offenhauser | 91    | roue              |
| 19 | Jerry Grant       | Eagle-Offenhauser    | 77    | moteur            |
| 20 | Al Unser          | Parnelli-Offenhauser | 75    | moteur            |
| 21 | Jimmy Caruthers   | Eagle-Offenhauser    | 73    | suspension        |
| 22 | Swede Savage      | Eagle-Offenhauser    | 57    | accident          |
| 23 | Jim McElreath     | Eagle-Offenhauser    | 54    | moteur            |
| 24 | Wally Dallenbach  | Eagle-Offenhauser    | 48    | mécanique         |
| 25 | A. J. Foyt        | Coyote-Foyt          | 37    | mécanique         |
| 26 | Jerry Karl (R)    | Eagle-Chevrolet      | 22    |                   |
| 27 | Lloyd Ruby        | Eagle-Offenhauser    | 21    | moteur            |
| 28 | Sammy Sessions    | Eagle-Foyt           | 17    | panne d'huile     |
| 29 | Bob Harkey        | Eagle-Foyt           | 12    | moteur            |
| 30 | Mario Andretti    | Parnelli-Offenhauser | 4     | moteur            |
| 31 | Peter Revson      | McLaren-Offenhauser  | 3     | accident          |
| 32 | Bobby Allison (R) | McLaren-Offenhauser  | 2     | mécanique         |
| 33 | Salt Walther      | McLaren-Offenhauser  | 0     | accident          |

Un (R) indique que le pilote était éligible au trophée du "Rookie of the Year" (meilleur débutant de l'année), attribué à Graham McRae.

## À noter
- L'épreuve a été endeuillée par l'accident mortel d'un mécanicien, Armando Teran, renversé par un camion de pompier intervenant sur les lieux du violent accident du pilote Swede Savage. Ce dernier décédera également un mois plus tard à l'hôpital, non pas des suites de ses blessures, mais en raison d'une infection contractée lors d'une transfusion sanguine.
- Le 12 mai, c'est Art Pollard qui avait trouvé la mort dans un accident survenu au cours d'une séance d'essais libres.
- Initialement programmée le lundi 28 mai, l'épreuve a été interrompue à la suite du carambolage du premier tour et n'a pu reprendre en raison de la pluie. Le mardi 29 mai, la pluie s'est mise à tomber dès le tour de formation, contraignant les organisateurs à un nouveau report. Le mercredi, l'épreuve a été interrompue par un drapeau rouge à la suite de l'accident de Swede Savage au 57e tour, avant d'être définitivement stoppée par la pluie au 133e tour.
- Deux ans avant sa mort, René Thomas, vainqueur des 500 miles en 1914, effectue quelques tours d'honneur dans son véhicule victorieux (assis sur le siège de son mécanicien) en avant-première de la course.

## Sources
- (en) Résultats complets sur le site officiel de l'Indy 500